# غرانت هانلي
غرانت هانلي (بالإنجليزية: Grant Hanley)‏ وهو لاعب كرة قدم اسكتلندي في مركز الدفاع ولد في يوم 20 نوفمبر 1991 في مدينة دمرفايس في اسكتلندا، يلعب حالياً مع نادي بلاكبيرن روفرز وسبق له اللعب مع نادي رينجرز ونادي كرو ألكسندرا و نادي كوين أوف ساوث ولعب مع منتخب اسكتلندا لكرة القدم ويبلغ طوله 191 سم.

## روابط خارجية
- غرانت هانلي على موقع الاتحاد الدولي (مؤرشف)  (الإنجليزية)
- غرانت هانلي على موقع الاتحاد الأوربي (الإنجليزية)
- غرانت هانلي على موقع الاتحاد الإسكتلندي (الإنجليزية)
- غرانت هانلي على موقع قاعدة بيانات كرة القدم.إي يو (الإنجليزية)
- غرانت هانلي على موقع ناشيونال فوتبول تيمز (الإنجليزية)
- غرانت هانلي على موقع Soccerbase.com (لاعب) (الإنجليزية)
- غرانت هانلي على موقع Soccerway.com (الإنجليزية)
- غرانت هانلي على موقع عالم كرة القدم.نت (الإنجليزية)